# Jaktvårdskonsulent
Jaktvårdskonsulent är en yrkestitel för tjänstemän anställda av Svenska Jägareförbundet. Vid Svenska Jägareförbundets regionkanslier finns ett antal jaktvårdskonsulenter anställda, antingen med ansvar för ett län eller för att arbeta med till exempel ungdomsverksamhet. Jaktvårdkonsulenter arbetar främst med rådgivning inom jakt och viltvård till enskilda jägare, jaktlag och markägare. Till arbetsuppgifterna hör även att bistå vid bildande av jaktvårdsområden och bidra med sakkunskap till länsstyrelsens viltnämnder. Jaktvårdskonsulenter är oftast utbildade viltmästare eller biologer, men kan även vara skogsmästare eller jägmästare.